# Кумановская дивизия
Кумановская дивизия (сербохорв. Кумановска дивизија НОВЈ / Kumanovska divizija NOVJ, макед. Кумановска дивизија на НОВJ) — военное подразделение Народно-освободительной армии Югославии, участвовавшее в Народно-освободительной войне.

## История
Сформирована в середине октября 1944 года близ деревни Жегляне (недалеко от Куманово) из 16-й, 17-й и 18-й македонских ударных бригад. Командующий — Методий Поповский. Несла службу в составе 1-го македонского-сербского корпуса (позднее переименован в 16-й македонский). Участвовала в боях за Качаницку-Клисуру и на дороге Куманово — Крива-Паланка, а также за Куманово и Скопье. Расформирована в начале декабря 1944 года: личный состав переведён в 41-ю и 42-ю Македонские дивизии и 3-ю Македонскую ударную бригаду.